# Pleasantview (plaats in Newfoundland en Labrador)
Pleasantview is een plaats in de Canadese provincie Newfoundland en Labrador. Het ligt aan de noordkust van het eiland Newfoundland en is de hoofdplaats van het gelijknamige local service district.

## Geografie
Pleasantview ligt aan de South Arm, een ongeveer 14 km lange aftakking van de New Bay. Die baai is op haar beurt een aftakking van de veel grotere Notre Dame Bay.
Het dorp Pleasantview is via een 8 km lange toegangsweg verbonden met de gemeente Point Leamington. Halverwege die verbindingsweg ligt het gehucht Bulley's Cove.

## Geschiedenis
De plaats stond historisch bekend als Paradise, maar om verwarring met een gelijknamige plaats op Newfoundland te vermijden, werd het dorp in 1965 hernoemd tot "Pleasantview".
In 1988 kregen de inwoners van Pleasantview voor het eerst een beperkte vorm van lokaal bestuur doordat de plaats een local service district (LSD) werd. Door een wetswijziging in 1998 werd Bulley's Cove toegevoegd tot het werkingsgebied van het LSD, waardoor het LSD Pleasantview sindsdien niet meer samenvalt met de gelijknamige plaats.

## Demografie
In 1991 telde Pleasantview 90 inwoners. In 1996 woonden er maar 69 mensen meer. Vanaf de volkstelling van 2001 omvat de designated place Pleasantview ook het gehucht Bulley's Cove, waardoor er geen data meer voor het dorp apart verzameld worden. In 2021 telden de twee plaatsen samengeteld slechts 42 inwoners.